# Campeonato Mundial de Ciclismo en Ruta de 2029
El XCVI Campeonato Mundial de Ciclismo en Ruta se realizará en Dinamarca en el año 2029, bajo la organización de la Unión Ciclista Internacional (UCI) y la Unión Ciclista de Dinamarca.
El campeonato constará de carreras en las especialidades de contrarreloj y de ruta, en las divisiones élite masculino, élite femenino, masculino sub-23 y femenino sub-23; además se disputará una carrera por relevos mixtos. En total se otorgarán nueve títulos de campeón mundial.